# 柯子建
柯子建（英語：Ke,Tzu-Chien，1980年5月5日—），台灣導演。他目前擔任青銅視覺藝術有限公司導演與製作人，也同時為獨立視覺藝術指導身分從事創作，其工作範疇多元，跨足策展、沉浸式互動裝置、VR製作與公共藝術創作。

## 生平
畢業於國立高雄師範大學美術系(FINE ART)，東海美術研究所(MFA)。大學時期，他開始自學拍攝短片及實驗電影，並獨立完成一部120分鐘的劇情長片。畢業後獲選美國紐約ISCP國際藝術村駐村交流創作。創作作品兩度被國立台灣美術館典藏。
柯子建擅長文史紀錄片、文史調查、視覺特效、動畫與視覺美術。本身製作過各種不同類型創作，包括紀錄片、動畫片及實驗影像與繪本等多方面作品。
他曾參與製作8K超高解析度影像。與國立故宮博物院合作完成故宮自製8K超高解析度影片《國寶新視界》系列影片，以8K高規格拍攝院內藏品，包括翠玉白菜、肉形石、清代藏傳佛教經典《龍藏經》、范寬《谿山行旅圖》、郭熙《早春圖》、李唐《萬壑松風圖》等作品。

## 代表作品
- 2013年 -《再現同安船》紀錄片[3]
- 2015年 -《奔流不息》紀錄片
- 2017年 -《布農》紀錄片
- 2019年 -《布農神話》動畫
- 2020年 -《國寶新視界》
- 2021年 -《聽我說文物》
- 2021年 -《第十六》紀錄片

## 執導作品

### 節目
- 2017年 - 公共電視 《硫在此山中》 電視節目 製作人
- 2021年 - 國立故宮博物院《聽我說文物》系列節目 導演

### 動畫
- 2017年 - 桃園市客家文化館 兒童動畫導覽影片 製作人
- 2018年 - 國立故宮博物院《鄒神話》導演、製作人[4]
- 2019年 - 國立故宮博物院 《布農神話》導演、製作人

### 紀錄片
- 2013年 - 國立故宮博物院 《再現同安船》 紀錄片 導演、製作人
- 2015年 - 國立故宮博物院 《認識亞洲》多媒體影片 導演、製作人
- 2015年 - 國立故宮博物院 《奔流不息》紀錄片 導演、製作人
- 2015年 - 臺北文獻委員會 《硫金歲月》紀錄片 製作人
- 2017年 - 玉山國家公園管理處 《布農》紀錄片 導演
- 2018年 - 國立故宮博物院 《可以清心也》導演
- 2021年 - 《第十六》紀錄片 導演、製作人

### 宣傳影片
- 2015年 - 國立故宮博物院 南部院區 開幕暨首展宣傳影片 導演
- 2016年 - 桃園市客家文化館 導覽影片 導演
- 2020年 - 國立故宮博物院 8K高畫質《國寶新視界》 導演

### 口述歷史紀錄
- 2016年至2020年 - 國立傳統藝術中心 記憶技藝傳統藝術藝人 口述影像紀錄計畫 (105.107.109年度) 製作人

### 策展
- 2019年 - 新北市政府兒童藝術節《滬尾小英雄》互動遊戲
- 2019年 - 新北市立淡水古蹟博物館 《清法戰爭多媒體互動影像》製作人
- 2021年 - 國立傳統藝術中心《傳藝動物園》
- 2022年 - 新北市十三行博物館 沉浸式互動作品《千年記憶》 （页面存档备份，存于）

## 得獎與入圍記錄
- 2005年 - 入圍 台灣電影金穗獎 最佳動畫
- 2008年 - 作品獲選 國立台灣美術館青年藝術家典藏
- 2008年 - 時報廣告金犢獎 電視廣告技術類 金獎
- 2008年 - 入圍 台灣電影金穗獎 最佳實驗影片
- 2009年 - 作品獲選 國立台灣美術館青年藝術家典藏
- 2014年 - 《再現同安船》美國 休士頓影展 紀錄片類 金獎[5]
- 2016年 - 《奔流不息》新加坡 阿波羅影展 最佳視覺特效奬
- 2020年 - 《鄒神話》入圍 葡萄牙 Heritales - International Heritage Film Festival 、阿根廷 FICA、美國國際 Ancient Way Film Festival Official Selection
- 2021年 - 《布農神話》入圍 56屆電視金鐘獎 最佳美術設計、最佳動畫節目、義大利 RAM film festival - Rovereto . Archeologia . Memorie2020、希臘 6th Chaniartoon 、美國 CAFF The Cultural Animation Film Festival 、美國 Downstream Film Festival、TIFF ODA、希臘 Balkan Can Kino、 波蘭 Rising of Lusitania - AnimaDoc Film Festival、阿根廷 SMOF Stop Motion Our Fest
- 2021年 - 《國寶新視界》美國 休士頓影展 藝術/文化類 金獎
- 2022年 - 《聽我說文物》美國 休士頓影展 藝術/文化類 白金獎

## 外部連結
- 青銅視覺藝術 （页面存档备份，存于）
- Hear from Me ｜聽我說文物 （页面存档备份，存于）